# Sphaerodactylus scapularis
Sphaerodactylus scapularis este o specie de șopârle din genul Sphaerodactylus, familia Gekkonidae, descrisă de George Albert Boulenger în anul 1902. A fost clasificată de IUCN ca specie vulnerabilă. Conform Catalogue of Life specia Sphaerodactylus scapularis nu are subspecii cunoscute.